# Georg Christian Freund (Fabrikant)
Georg Christian Freund (* 18. Mai 1792 in Uthlede an der Weser; † 11. Oktober 1819 in Gleiwitz, Oberschlesien) war ein deutscher Maschinenbau-Unternehmer.

## Leben
Georg Christian Freund wurde am 18. Mai 1792 als vierter Sohn des Schmiedemeisters und späteren Tierarztes Julius Conrad Freund (* 4. April 1753; † 14. November 1842) und dessen Ehefrau Cathrin Lisbet (1762–1821), Tochter des Schmieds Mehrten von Würden (1730–1802), in Uthlede an der unteren Weser geboren. Er hatte sechs Brüder und vier Schwestern.
Bei seinem Onkel Burchard von Würden (1765–1844) in Kopenhagen machte er eine Lehre als Mechaniker oder Schmied, arbeitete danach an der Königlichen Münze in Kopenhagen und folgte 1814 einem Ruf an die Königliche Münze in Berlin, doch diese Stelle war bereits anderweitig besetzt. 1815 gründete er auf dem Grundstück Mauerstraße 34 die Freundsche Maschinenfabrik. Dort, in der feinmechanischen Werkstatt des Postrats Carl Philipp Heinrich Pistor, gelang ihm in Zusammenarbeit mit Pistor die Konstruktion der ersten funktionstüchtigen Dampfmaschine in Berlin. Diese Maschine wurde für die Gold- und Silberwaren-Manufaktur Hensel & Schumann entwickelt, hatte eine Leistung von 6 PS, wurde 1816 in Betrieb genommen, lief bis 1902 und ist heute im Deutschen Museum in München ausgestellt. Seine zweite Pionierleistung bestand in der Errichtung der ersten Berliner Gasbeleuchtungsanlage mit 40 Brennstellen bis Oktober 1816, ebenfalls beim Unternehmen Hensel & Schumann. Trotz des wohlwollenden Beifalls durch König Friedrich Wilhelm III. wurde sein Plan abgelehnt, diese Beleuchtungsform auch für den Bereich des Schlosses zu installieren.
Auf einer Geschäftsreise nach Oberschlesien starb Freund überraschend am 11. Oktober 1819. Nachfolger im Unternehmen wurde sein Bruder Julius Conrad Freund. Freund wurde auf dem Dorotheenstädtischen Friedhof bestattet.